# 本陣リゾート
株式会社本陣リゾート（ほんじんりぞーと）は、新潟県南魚沼郡湯沢町三国に本社を置く旅館業を主にする企業である。創業は慶長15年（1610年）で400年の歴史があり参勤交代が始まった寛永12年（1635年）より浅貝宿の本陣を務めて、現在18代当主が経営。新潟県内の創業の古い企業ランキングでは第4位になっている。

## 事業内容
- 旅館
  - 三国峠温泉 御宿 本陣（客室31室、収容人員120名）
  - 別館特室「仙山亭」（客室2室、収容人員6名）
  - 別館WEST（コンドミニアム風）・コテージ
  - 越後湯沢温泉本陣さくら亭
  - 四季Yuzawa QUATTRO（クワトロ）
- 飲食店
  - 本陣DINING（JR越後湯沢駅構内CoCoLo）
  - QUATTRO梨庵（クワトロリアン　新潟市・古町）